# Adriaan Lubbers
Adriaan Lubbers (Amsterdam, 22 januari 1892 - New York, 16 mei 1954) was een Nederlands glasschilder, schilder, tekenaar, decorschilder, theatervormgever, lithograaf en kosmopoliet.
Na enkele jaren middelbare school studeerde Lubbers werktuigbouwkunde aan de MTS. Vanwege zijn vaders weigering hem een kunstopleiding te laten volgen schilderde en tekende Lubbers toen uitsluitend in zijn vrije tijd. In 1911 werd hij als werktuigkundige door Werkspoor uitgezonden naar Zuid-Amerika waar hij onder meer woonde in Buenos Aires. Hoewel Lubbers nooit les heeft genomen, leerde hij veel van bevriende kunstenaars. Zo woonde hij enige tijd met enkele kunstenaars in een boerderij op de Veluwe en legde hij zich daar steeds meer toe op het schilderen. In 1919 vestigde hij zich in Bergen, waar hij het atelier huurde van Bernard Essers. Hier raakte hij bevriend met Leo Gestel, die hem veel stimuleerde. In 1922 vertrok hij met een vriend voor enkele jaren naar New York waar hij verschillende baantjes had en in zijn vrije tijd tekende en schilderde. 
Na omzwervingen in Dresden, het Ertsgebergte, Italië en Spanje, was hij in 1926 weer in New York, waar hij een grote tentoonstelling had.
Na een paar jaar Parijs, waar hij Piet Mondriaan leerde kennen, verbleef hij van 1930-1932 weer in Bergen. In 1932 vestigde Lubbers zich definitief in Laren. In 1950 was hij oprichter van de stichting Kunst en Bedrijf waarvan hij tot 1953 directeur zou zijn.
Voor de eetzaal van de kajuitklasse op de Nieuw Amsterdam (II), het vroegere vlaggenschip van de Holland-Amerika Lijn, vervaardigde hij twee grote schilderijen.